# Jeanne Crain
Jeanne Elizabeth Crain (født 25. maj 1925, død 14. december 2003) var en amerikansk skuespillerinde.

## Opvækst
Hendes far var engelsklærer ved Inglewood High School i Los Angeles. Som studerende blev Crain valgt til dronning af fodboldsæsonen i 1941. Under en skoleudflugt til filmstudierne i Hollywoods blev hun spottet af Orson Welles, der gav hende en audition til en rolle i filmen Familien Amberson, men han fandt hende for umoden.
15 år gammel vandt hun en skønhedskonkurrence ("Miss Long Beach"), deltog i Miss America-konkurrencen og begyndte derefter som en badedragtsmodel. I 1942 blev hun valgt "Miss Camera Girl" og blev opdaget af en talentspejder, da hun solgte brød.

## Karriere
Crain blev lanceret som den venlige, søde, glade og rare middelklassepige i amerikanske film i 1940'erne. Hun medvirkede i flere romantiske komedier, herunder i rollen som en sort pige, der anses hvid i Elia Kazans film Pinky. For sin præstation i Pinky blev hun nomineret til en Oscar for bedste kvindelige hovedrolle.

## Privatliv
Crain, der var en dybt troende katolik, giftede sig i 1946 med ingeniøren Paul Brinkman. Deres ægteskab blev betragtet som et af Amerikas lykkeligste, men i 1956 opstod en ægteskabskrise efter en artikel i et sladderblad om Brinkman. Dette førte til Crain søgte om skilsmisse og anklagede sin mand for at have slået hende og endda forsøgt at dræbe hende. Hendes mand svarede, at hun overdrev og var en "hystade". Parret blev genforenet på deres ellevte årsdag det følgende år og forblev gift indtil Brinkman død den 1. oktober 2003. Parret havde syv børn, hvoraf to døde før deres forældre.

## Død
Hun døde af et hjerteanfald i sit hjem i Californien, 78 år gammel.

## Filmografi (udvalg)
- Tutti Frutti (1943)
- State Fair (1945)
- Lad himlen dømme (1945)
- Margie (1946)
- Apartment for Peggy (1948)
- Pinky (1949)
- Hvad vil folk sige? (1951)
- Fire perler (1952)
- Flypirat ombord (1972)